# Kurija župnog dvora (Zlatar)
Kurija Poklek je rimokatolička građevina u gradu Zlatar,  zaštićeno kulturno dobro.

## Opis dobra
Kurija je slobodnostojeća katnica župnog dvora u Zlataru smještena je na brežuljku SZ od župne crkve. Sagrađena je 1870. g. na mjestu ranije drvene. Pravokutnog je tlocrta sa središnjim hodnikom duž kojega se nižu ostale prostorije. Najveća od pet soba na katu je „palača“ smještena u sredini pročelne strane. Glavnim pročeljem s pet prozorskih osi orijentirana je prema crkvi i središtu naselja. Bočna pročelja imaju po dvije prozorske osi, a začelni otvori danas su asimetrično raspoređeni. Krovište je dvostrešno sa zabatnim skošenjima. Gabaritima i dekoracijom primjer je stambene arhitekture 19. st. koja se postupno razvila iz tipa kasnobarokne kurije. Opremljena je historicističkim namještajem.

## Zaštita
Pod oznakom Z-4104 zavedena je kao nepokretno kulturno dobro - pojedinačno, pravnog statusa zaštićena kulturnog dobra, klasificirano kao "sakralna graditeljska baština".